# Dom van Härnösand
De Dom van Härnösand (Zweeds: Härnösands domkyrka) is de kleinste domkerk van Zweden. Het is de kathedrale kerk van het bisdom Härnösand en fungeert eveneens als parochiekerk.

## Geschiedenis
De eerste kerk van de stad werd in 1593 opgericht. Met de benoeming van Johannes Canuti Lenaeus tot aartsbisschop werd de kerk in 1647 de zetelkerk van het bisdom Härnösand. De oude kerk werd in 1721 door Russische troepen in as gelegd. De kroonlampen die nu in de kerk hangen stammen uit deze kerk en konden tijdig worden geborgen. Op dezelfde plaats werd de huidige dom gebouwd. Het ontwerp van de nieuwbouw was afkomstig van de architect Johan Hawerman. In 1846 was de kerk voltooid.

## Orgel
Het orgel van de dom gaat terug op een instrument dat in de 18e eeuw gebouwd werd. De prachtige orgelkas en enkele registers bleven van dit oude orgel bewaard. Het huidige instrument werd in 1975 door de Deense orgelbouwer Bruno Christenssen uit Tinglev gebouwd. Het bezit 56 registers, verdeeld over vier klavieren en pedaal. In de kerk staat ook een koororgel.

## Afbeeldingen

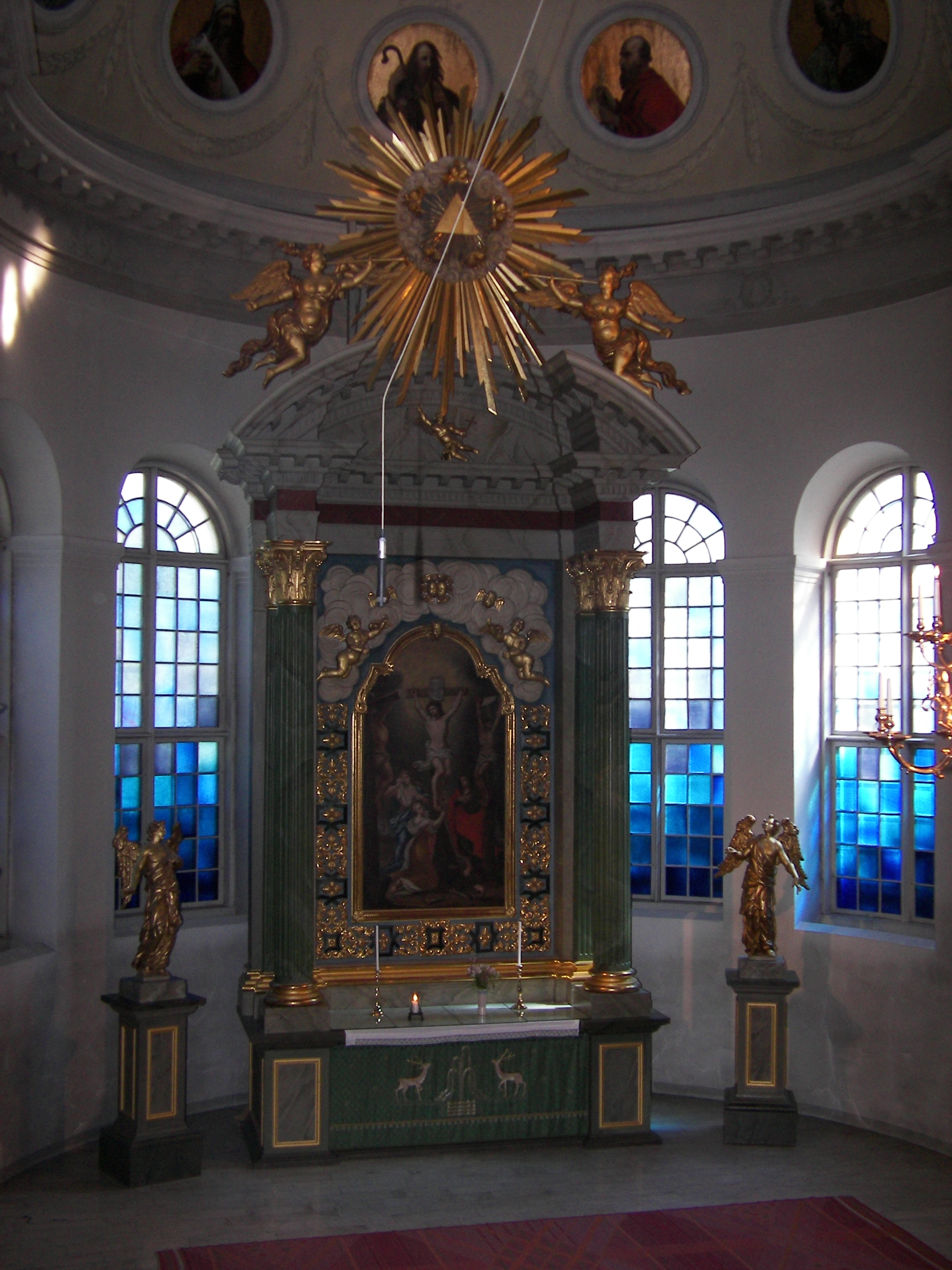
Altaar
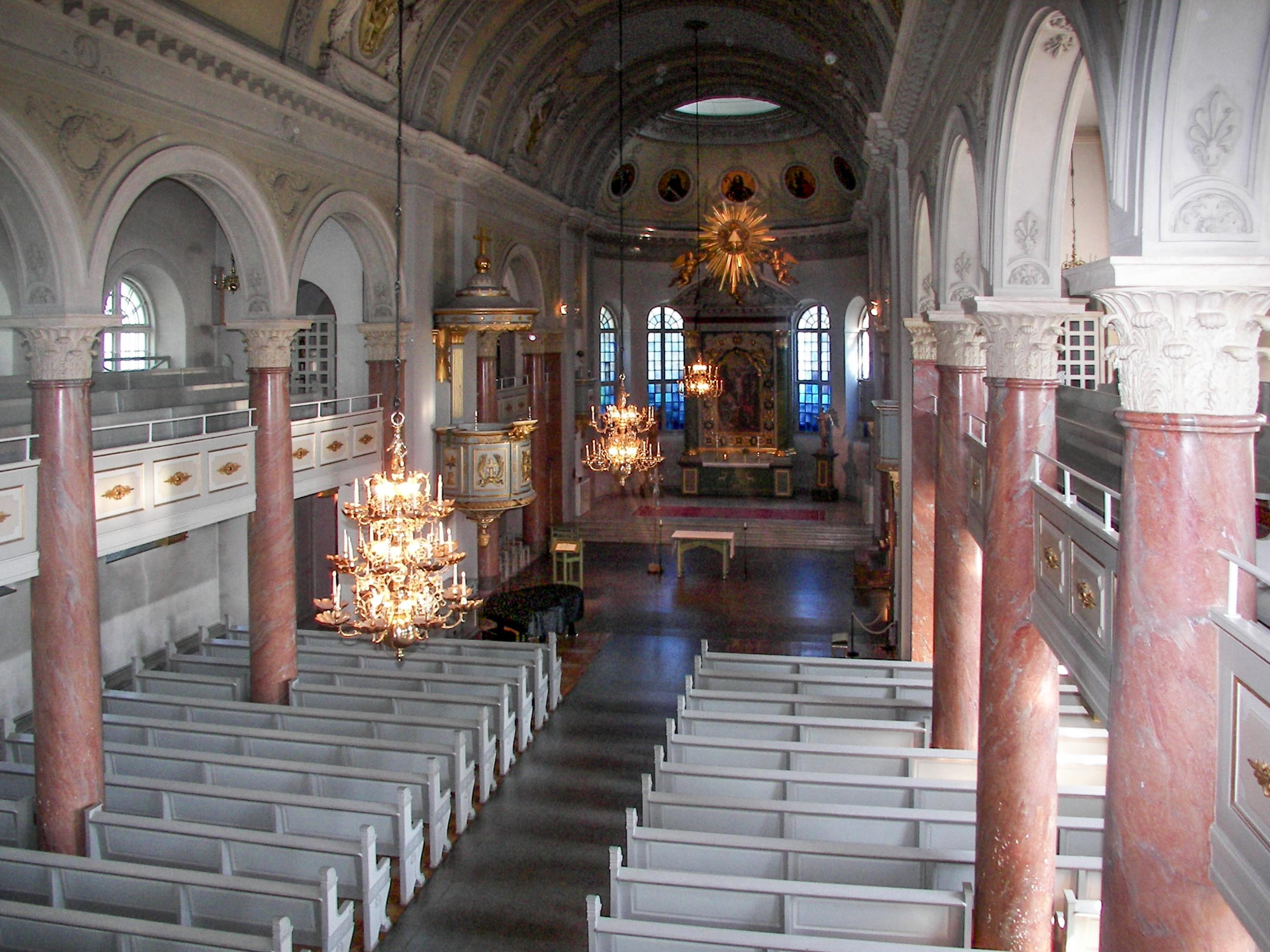
Interieur
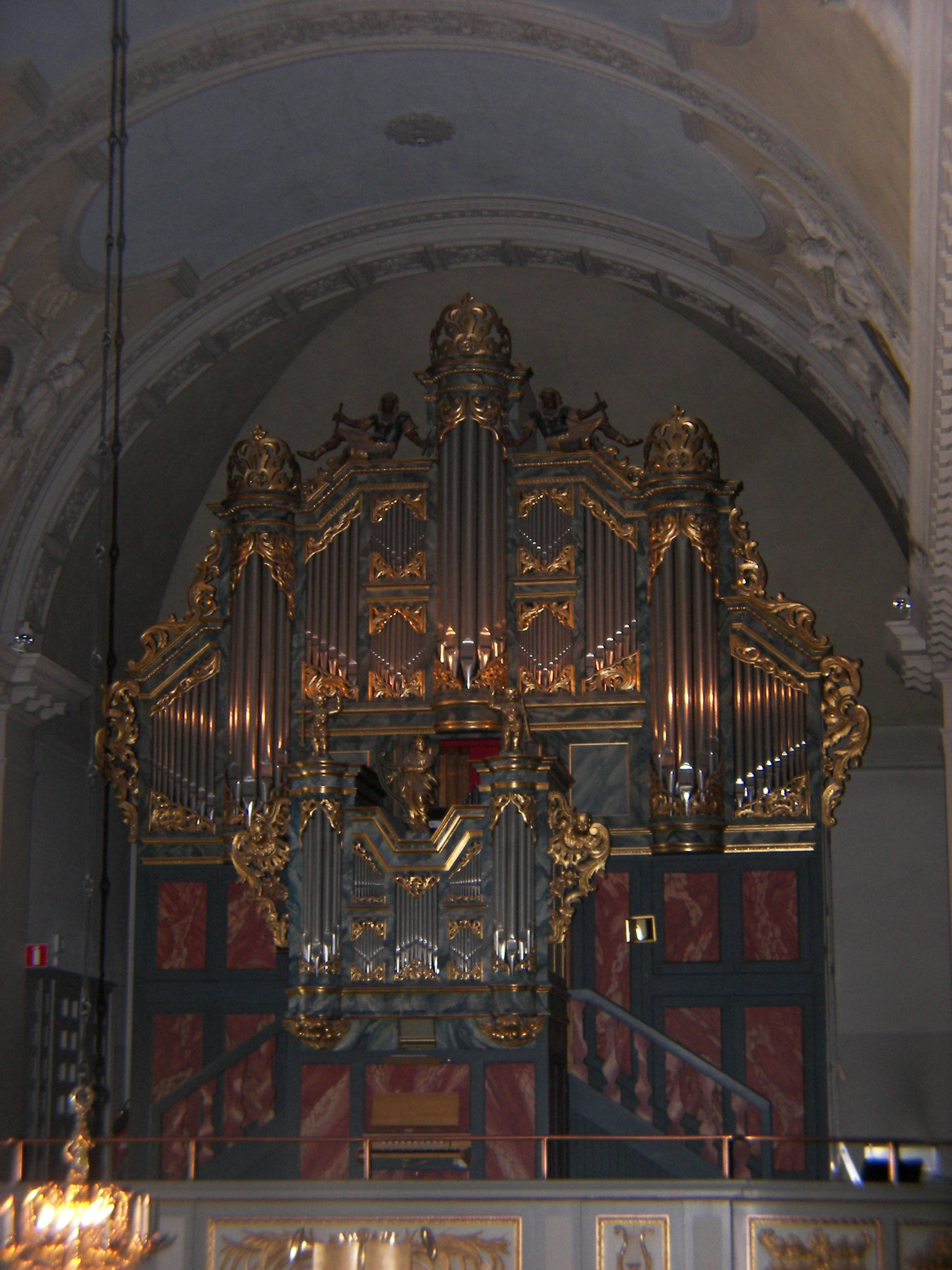
Orgel